# Fudbalski klub Grbalj
Il Fudbalski klub Grbalj, meglio noto come Grbalj, è una società calcistica montenegrina con sede a Radanovići, località del comune di Cattaro fondata nel 1970. Milita nella Druga crnogorska fudbalska liga, seconda serie del campionato montenegrino di calcio.

## Storia
Il club venne fondato nel 1970 e partecipò alle divisioni regionali jugoslave prima e serbo-montenegrine poi. Con l'indipendenza del Montenegro venne ammesso alla prima edizione del campionato nel 2006-2007 dove si classificò al terzo posto (miglior risultato del club) qualificandosi alla Coppa Intertoto 2007. Nelle stagioni successive si confermò nelle posizioni centrali della classifica, con una flessione nel 2011-2013 dove si classificò al nono posto.

## Incontri internazionali
Per due volte fu ammesso alla coppa Intertoto, nel 2007 e 2008 ma in entrambe le occasioni venne eliminato al primo turno rispettivamente dai rumeni del Gloria Bistriţa e dai bosniaci del Čelik Zenica.

## Stadio
Il club gioca le gare interne nello Stadion u Radanovićima, impianto con una capienza di 1.200 spettatori

## Palmarès

### Competizioni nazionali
- Crnogorska republička liga: 1

2002-2003

### Altri piazzamenti
- Campionato montenegrino:

Terzo posto: 2006-2007
- Coppa del Montenegro:

Finalista: 2016-2017
Semifinalista: 2006-2007, 2009-2010, 2012-2013, 2017-2018
- Druga liga Srbije i Crne Gore:

Terzo posto: 2003-2004 (girone sud)

## Statistiche e record

### Statistiche nelle competizioni UEFA
Tabella aggiornata alla fine della stagione 2018-2019.
| Competizione    | Partecipazioni | G | V | N | P | RF | RS |
| --------------- | -------------- | - | - | - | - | -- | -- |
| Coppa Intertoto | 2              | 6 | 1 | 2 | 3 | 8  | 10 |